# CD Journal
CD Journal é uma revista japonesa especializada em música. Foi lançada em 1985 pela editora Ongaku Shuppansha, criada um ano antes. Também funciona online, com o site em atividade contendo notícias, artigos, entrevistas, críticas e catálogos de lançamentos musicais.

## História
A revista foi um investimento da empresa para o crescente mercado de CDs. Ao longo dos anos, outras publicações foram lançadas, como o site CD Journal Web e a revista CD Journal Mook. A Mook lançava especiais sobre diversos tópicos relacionados à música, como fitas cassete e fones de ouvido, além de edições voltadas a artistas.
Em 30 de maio de 2012, foi criada a empresa CD Journal Co, Ltd., que ficou responsável pela publicação da revista. Notícias publicadas pelo site desde 2012 são veiculadas no Yahoo! News.
Até 2015, Kunihiko Fujimoto foi o editor-chefe da revista. Ele posteriormente se tornaria autor de obras sobre os Beatles.
Lançada de forma mensal desde sua fundação, a CD Journal passou a ser publicada trimestralmente a partir de abril de 2019, com as edições relacionadas às quatro estações do ano. A CD Journal Mook foi cancelada na mesma época.
Em 2021, uma média de 100 mil cópias foram produzidas por edição. Uma edição especial de cafés de jazz também foi lançada.
Em 2022, uma coletânea de entrevistas feitas pela revista foi lançada.
Em 2023, doze DVDs foram lançados contendo todas as 406 edições publicadas desde o lançamento em abril de 1985, até o encerramento das edições mensais 36 anos depois.